# 럭키 루치아노 (영화)
럭키 루치아노(Lucky Luciano)는 이탈리아에서 제작된 프란체스코 로시 감독의 1973년 드라마, 범죄 영화이다. 지안 마리아 볼론테 등이 주연으로 출연하였다.

## 출연

### 주연
- 지안 마리아 볼론테
- 빈센트 가데니아
- 찰스 시오피

### 조연
- 에드먼드 오브라이언
- 로드 스테이거